# 清川江站
清川江站（朝鲜语：／ Ch'ŏngch'ŏn'gang yŏk */?）是朝鮮民主主義人民共和國平安北道博川郡的一個鐵路車站，属于平义线和龟凤山线。

## 邻近车站
平义线
新安州青年站 - 清川江站 - 孟中里站
龟凤山线
清川江站 - 松道站